# Ann-Christin Hensher
Ann-Christin Hensher, född 1948, är en svensk advokat och författare. Huvudpersonen och amatördetektiven i hennes deckare är advokaten Ulrika Stål.